# Roberto Bellarosa
Roberto Bellaros (n. 23 august 1994) este un cântăreț de origine italiană din Belgia.
A devenit cunoscut după ce a reușit să câștige concursul Vocea Belgiei.

## Biografie
Născut într-o familie de fotbaliști, a fost descoperit de către părinții săi la vârsta de 9 ani , și a fost dat la conservatorul din Huy pentru a studia muzica.
În timpul unei sesiuni de canto a observat vocea sa și a sfătuit părinți să îl mai lase la orele de canto.

## The voice Belgique
În decusul anului 2011 Bellarosa a participat la varianta din Belgia a Vocei României, pe care o și câștigă după o luptă de 16 săptămâni , primind 57% din voturile oamenilor, astfel primind un contract cu , casa de discuri Sony.
După concurs a reușit să înregistreze un album și două sigles prin intermediul casei de discuri.

## Eurovision 2013
Pe data de 16 noiembrie 2012 a fost anunțat de către RTBF ( Radio Télévision Belge Francophone) că Bellarosa v-a reprezenta Belgia în Concursul Muzical Eurovision 2013 , iar melodia se va numi "Love Kills".